# Ollie (Iowa)
Ollie es una ciudad ubicada en el condado de Keokuk en el estado estadounidense de Iowa. En el Censo de 2010 tenía una población de 215 habitantes y una densidad poblacional de 83,94 personas por km².

## Geografía
Ollie se encuentra ubicada en las coordenadas 41°11′57″N 92°5′32″O / 41.19917, -92.09222. Según la Oficina del Censo de los Estados Unidos, Ollie tiene una superficie total de 2.56 km², de la cual 2.56 km² corresponden a tierra firme y (0%) 0 km² es agua.

## Demografía
Según el censo de 2010, había 215 personas residiendo en Ollie. La densidad de población era de 83,94 hab./km². De los 215 habitantes, Ollie estaba compuesto por el 99.07% blancos, el 0% eran afroamericanos, el 0% eran amerindios, el 0.47% eran asiáticos, el 0% eran isleños del Pacífico, el 0% eran de otras razas y el 0.47% pertenecían a dos o más razas. Del total de la población el 0% eran hispanos o latinos de cualquier raza.